# Ż
Ż (una zeta con un puntino sopra) è una lettera presente nei sistemi ortografici di alcune lingue, come il maltese, l'emiliano (nella sola grafia bolognese), il romagnolo, il calabrese o il polacco.
Nell'alfabeto maltese, ż rappresenta una Fricativa alveolare sonora (AFI: [z]). Corrisponde cioè alla s della parola italiana rosa. Ad esempio: żejt ("olio"). Questa grafia apparentemente complessa per un suono molto frequente deriva dal fatto che l'ortografia del maltese risente molto di quella del siciliano e dell'italiano, in cui la lettera <z> è già impiegata per rendere il suono di un'affricata alveolare, vuoi sorda (AFI: [ts] come in italiano "pizza", o maltese zopp "zoppo"), vuoi sonora (AFI: [dz] come in italiano e maltese zona).
Invece, nell'alfabeto polacco, ż rappresenta una consonante fricativa postalveolare sonora (AFI: [ʒ]) che si trova nella parola: życie "vita", come nella parola francese: garage.